# Pino Lella
Giuseppe „Pino“ Lella (* 1. Juni 1926 in Mailand) ist ein italienischer Kraftfahrer und Zeitzeuge der Endphase des Zweiten Weltkrieges. Er war der Fahrer von General Hans Leyers und gleichzeitig Spion für die Alliierten. Im April 1945 lieferte er Leyers an die Fifth United States Army aus und wurde anschließend bis zum Kriegsende Fahrer von Major Frank Knebel.

## Leben
Lella wuchs in Mailand auf und als 1943 dort die ersten Bomben fielen, schickten ihn seine Eltern sicherheitshalber in die Alpen zur Sommerschule von Pater Re, wo er das Autofahren erlernte.
Im Juni 1944 wurde Lella 18 Jahre alt, das Alter, in dem Italiener vom Staat zum Militär eingezogen wurden. Er hatte zwei Möglichkeiten: er konnte sich zum einen Mussolinis faschistischer Armee anschließen und höchstwahrscheinlich an der russischen Front landen oder sich zum anderen von der deutschen Armee einberufen lassen. Da Lellas Tante und Onkel Verbindungen zur „Organisation Todt“ hatten, der Rüstungs- und Bauabteilung des Dritten Reiches, schloss er sich zu seiner Sicherheit, aber gegen seine innere Überzeugung, und auf Rat seiner Eltern der deutschen Armee an und wurde in das Todt Boot Camp in Modena eingezogen.
Durch eine Reihe außergewöhnlicher Umstände, einschließlich seiner Verwundung während eines Bombenangriffs der Alliierten, wurde Lella nach Mailand zurückgebracht, um sich für zwei Wochen zu erholen. Durch Zufall wurde er aufgrund seiner Kenntnisse der Französischen Sprache und ein Auto zu fahren zu können der persönliche Fahrer von General Hans Leyers, des Generalbevollmächtigter des Reichskriegsministeriums für Rüstung und Kriegsproduktion im Königreich Italien und damit des Bevollmächtigten des italienischen Sektors der Organisation Todt.
Als Fahrer von Leyers arbeitete Lella als Spion für die Resistenza und für die Alliierten. Während seiner Dienstreisen lernte er die Positionen von Panzerfallen, Landminen, Munitionstunneln und allen Befestigungen zwischen Florenz und Mailand kennen und beobachtete den Bau der wichtigsten Verteidigungsanlagen der Deutschen. Lella dokumentierte heimlich Truppenbewegungen, machte sich Notizen und Fotos und belieferte die Alliierten mit dem Kurzwellenfunk seines Onkels mit den wichtigsten Informationen.
Am 24. April 1945 lieferte Lella General Hans Leyers an die vorrückende 5. Amerikanischen Armee unter dem Kommando von Major Frank Knebel aus. Für die folgenden Tage wurde er Knebels persönlicher Fahrer und Übersetzer.
Schließlich baten ihn die Amerikaner, eine letzte Mission zu übernehmen und am 3. Mai eine Fahrt über den Brennerpass zu unternehmen, obwohl dieser Anfang Mai 1945 eine der gefährlichsten Ecken Europas war. Seine Auftrag bestand darin, Leyers aus Italien an die österreichische Grenze zu bringen und ihn dort einer amerikanischen Einheit zu übergeben.
Lella lebt heute hochbetagt im Norden Mailands.

## Trivia
Lellas Geschichte ist die Basis für Mark Sullivans Roman Unter blutrotem Himmel, der sich im Allgemeinen an die biografischen Fakten aus Pino Lellas Leben zwischen 1943 und 1945 hält, aber auch in manchen Teilen aus Fiktion besteht.